# Mike Maloy
Michael Alvin Maloy, detto Mike (New York, 10 maggio 1949 – Vienna, 3 febbraio 2009), è stato un cestista e allenatore di pallacanestro statunitense naturalizzato austriaco, professionista nella ABA.

## Carriera
Venne selezionato dai Boston Celtics al decimo giro del Draft NBA 1970 (157ª scelta assoluta).

## Palmarès
- NCAA AP All-America Second Team (1969)
- NCAA AP All-America Third Team (1970)